# Бондіолі Рікардо
Рікардо Бондіолі (30 липня 1897 — ???) — італійський письменник і журналіст.

## Життєпис
Народився в Римі.
Починав як поет і драматург, потім зайнявся журналістикою, дописував до різних видань.
Листувався з діячами українського руху[джерело?].
Здобув популярність завдяки публікаціям з української тематики. Його перша книга, «Україна, історія й душа великого народу» (італ. Ucraina, la storia e l'anima di un grande popolo), була надрукована 1939 року в Римі і являла собою загальний огляд українських історичних і культурних подій. 

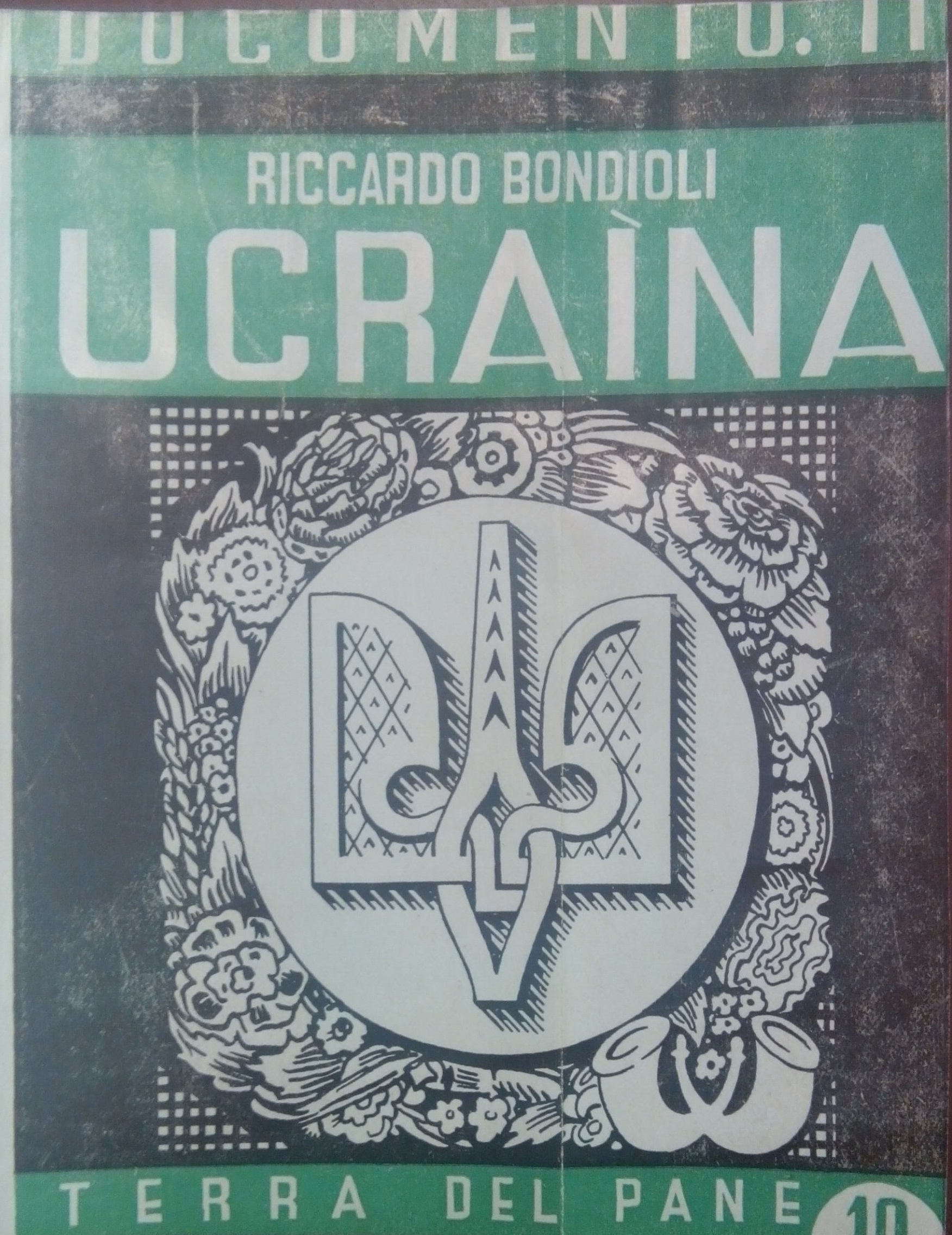
Обкладинка книги Рікардо Бондіолі «Україна, хлібна земля» (1941)

Окремі частини роботи були присвячені Визвольним змаганням, а також особистості Тараса Шевченка і його спадщини. Автор також описав поточний стан українського питання і познайомив італійського читача з історією Карпатської України та Зеленого Клину. Книгу Бондіолі присвятив Євгену Коновальцю, «герою й мученику України».
У зв'язку з виступом італійського експедиційного корпусу на Східній фронт у вересні 1941 року книга Бондіолі була перероблена й видана в Мілані під назвою «Україна, хлібна земля» (італ. Ucraìna : terra del pane). Передмову до неї написав Енріко Інсабато.
Короткий відгук на книжку "Україна - земля хліба"  з'явився 29 листопада 1941 року в "Маріупольській газеті", яку редагував Микола Стасюк. Можливо, він - й автор міні-рецензії. 

## Твори
- Roberto Spada: dramma in 4 atti in versi (Padova: L'Italia artistica, 1917).
- Il libro di Basì - Pavia - Soc. Editrice IL SEMINATORE  (1922).
- Ucraina, la storia e l'anima di un grande popolo (Roma, 1939).
- Ucraina, terra del pane (Milano: Corbaccio, 1941).